# Sazdice
Sazdice este o comună slovacă, aflată în districtul Levice din regiunea Nitra. Localitatea se află la altitudinea de 134 m deasupra n.m., se întinde pe o suprafață de 18,24 km2 și în 2017 număra 475 de locuitori.

## Istoric
Localitatea Sazdice este atestată documentar din 1261.

## Demografie
| An:                | 1994 | 2004   | 2014   | 2024   |
| ------------------ | ---- | ------ | ------ | ------ |
| Număr de persoane: | 461  | 440    | 478    | 433    |
| Diferență:         |      | −4,55% | +8,63% | −9,41% |

| An:                | 2023 | 2024   |
| ------------------ | ---- | ------ |
| Număr de persoane: | 441  | 433    |
| Diferență:         |      | −1,81% |